# Chapelieria
Chapelieria là một chi thực vật có hoa trong họ Thiến thảo (Rubiaceae).

## Loài
Chi Chapelieria gồm các loài: